# Lingua caicava
Il caicavo o caicavico (kajkavski o kajkavsko narječje) è una lingua parlata in Croazia.
Accanto al ciacavo e allo stocavo forma uno dei tre sottogruppi che compongono il continuo linguistico della lingue slave sud-occidentali. Prende il nome dalla parola kaj? (il pronome interrogativo "che cosa?" o "che?"), mentre gli altri due dialetti prendono il nome rispettivamente dalle parole ča? e što? (il cui significato è sempre "che cosa?").
Il caicavo è lingua affine allo sloveno, infatti nello sloveno si utilizza il kaj?.

## Diffusione

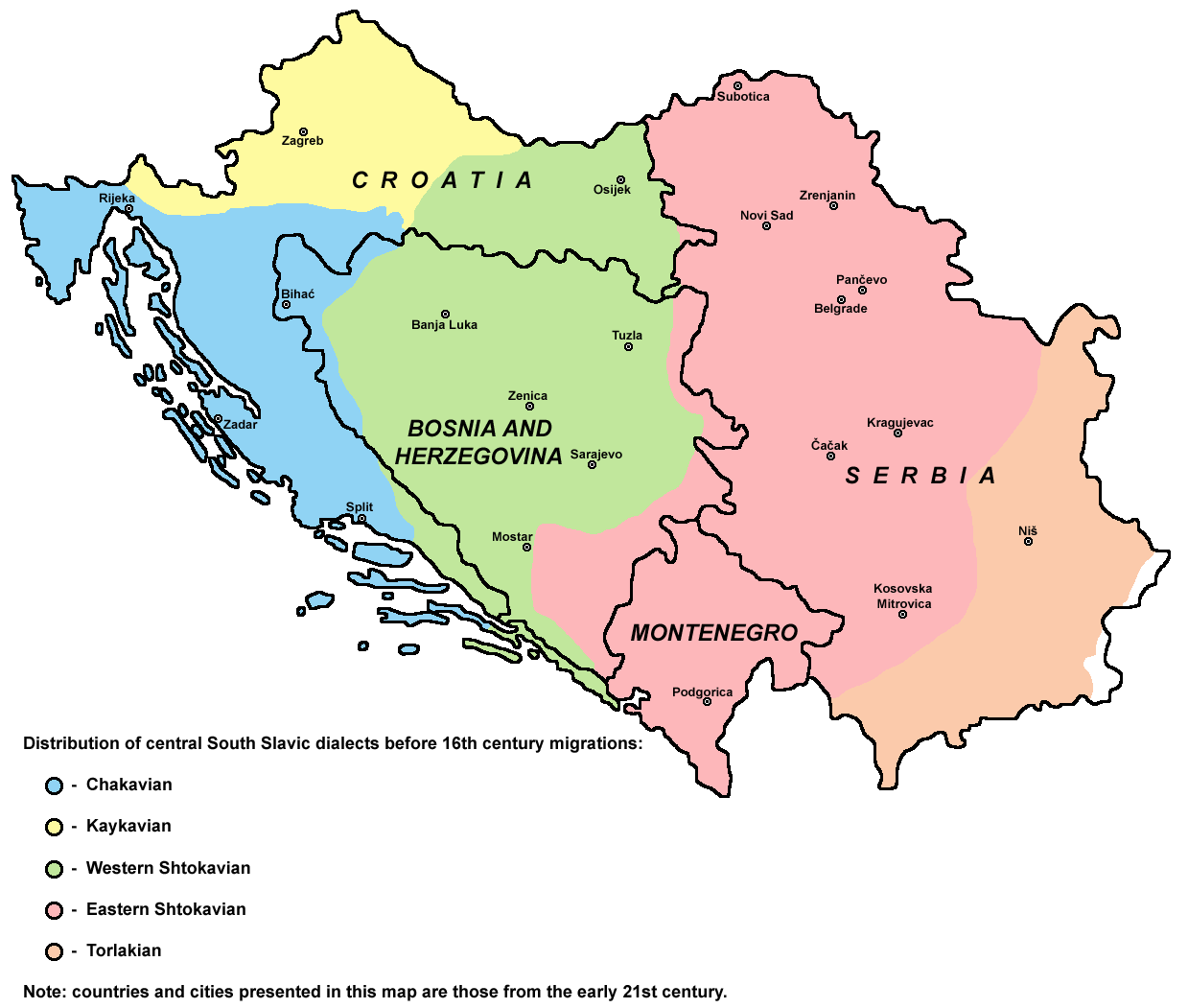

Il caicavo è parlato principalmente nella zona nord-occidentale e centrale dell'area linguistica croata: Zagabria e Prigorje, Međimurje, Podravina, nello Zagorje croato, Žumberak, Turopolje, Moslavina, Pokuplje e Gorski Kotar. Al di fuori dei confini della Croazia lo si può riscontrare in Ungheria, (presso il lago Neusiedel, tra Austria e Ungheria nel Pomurje e nella Podravina). In forma minore in Romania, in Slovacchia e nella Voivodina, dove risulta estinto; è inoltre parlato da molti emigrati croati negli Stati Uniti e in Australia.
Il caicavico, oggi è prevalentemente parlato in famiglia e non ufficialmente. Il 31% della popolazione lo parla correntemente, circa l'1-3% dei croati mentre sino al primo conflitto mondiale la percentuale era del 36%. È comunque dialetto che conserva una tradizione forte tra le genti di queste zone a differenza del suo cugino, il ciacavo (čacavo), di cui se ne denota una notevole riduzione tra il numero dei parlanti. I centri principali dove viene parlato sono: Varaždin e Čakovec. Il "polukajkavski" (semicaicavo), una variante viene adoperato e per la precisione nei centri di Zagabria, Koprivnica e Velika Gorica e in alcuni centri minori come: Krapina, Križevci, Čazma, Popovača, Kutina, Samobor, Ozalj, Delnice e altri ancora..

## Caratteristiche
L'area caicavica della Croazia è delimitata a nord-ovest dal territorio di lingua slovena. È delimitata a est e a sud-est da aree dialettali stocave/štocave all'incirca lungo una linea che fu il confine medievale tra lo Stato della Croazia e la Frontiera Militare asburgica, nel sud-ovest lungo i fiumi Kupa e Dobra e si è conservato assieme ai dialetti ciacavi.
Esiste una parentela con la lingua del Prekmurie (variante del sloveno del Prekmurje e di quello parlato in Ungheria - "prekmuriano"). I parlanti sono sloveni del Prekmurie e sloveni ungheresi che appartenevano all'Arcidiocesi di Zagabria durante il periodo degli Asburgo. Una maggiore quantità di similitudini tra i due linguaggi si riscontrano nelle inflessioni e nel lessico.
Alcune parole caicave sono più similari ad altre lingue slave (come il russo) di quanto non lo siano per lo stokavo o il ciacavo. Per esempio gda sembra (a prima vista) essere estraneo a kada, però, rispetto al (когда) russo, non lo è. Il paragone si fa più evidente, nello stesso tempo, in sloveno: kdaj, in "prekmuriano" gda, kda. In caicavo kak (come) e tak (così) che sono esattamente come il loro affine russo, rispetto allo stokavo e al ciacavo, che escono in kako e tako, nel "prekmuriano" a sua volta kak, tak (in sloveno come nel ciacavo: kako, tako). Questa perdita vocale si è verificata nella maggior parte delle altre lingue slave, ma lo stocavo rappresenta una eccezione, mentre la stessa caratteristica del macedone non è probabilmente derivata da un'influenza del serbo. D'altronde macedone e bulgaro sono a loro volta affini e differenti, rispetto alla lingua serba.
Un'altra caratteristica distintiva del caicavo è quella per il futuro. Invece di usare come nello stocavo e nel ciacavo le forme ausiliari del verbo htjeti (volere), che in lingua croata escono in ću, ćeš, će, ćemo, ćete, će nel caicavo si usano le forme ausiliari caicave del verbo biti (essere): bum, buš, bu, bumo, bute, buju (simili alle forme slovene). Il futuro prossimo è molto più spesso usato in forma di croato classico, rispetto alla conservazione caicava. Per esempio, la frase "io ti mostrerò" recita ti pokazal bum in caicavo, mentre in croato classico fa ja ću ti pokazati / pokazat ću ti. Questa è una caratteristica condivisa con lo sloveno, e anche con la lingua del Prekmurie. In sloveno, infatti: bom, boš, bo, mentre nel "prekmuriano": bom, boš, bou (differenze minime).

## Storia
Indagini dialettogiche del linguaggio caicavo, cominciarono già dalla fine del XIX secolo: la prima monografia completa è stata scritta in russo da parte del filologo ucraino A.M. Lukjanenko nel 1905 ("Kajkavsko narečie"). I dialetti caicavi sono stati classificati secondo criteri diversi: Il filologo serbo, per esempio, Aleksandar Belić aveva suddiviso (nel 1927) il dialetto caicavo secondo i riflessi fonetici del proto-slavo / tj / e / dj / in tre sottodialetti: 1) orientale, 2) nord-occidentale e 3) sud-occidentale.
Tuttavia, indagini ulteriori non hanno confermato la suddivisione di Belić. La dialettologia caicava contemporanea proviene principalmente dal lavoro del filologo croato Stjepan Ivšić con il saggio "Jezik Hrvata kajkavaca" ("Il linguaggio della lingua croata dei caicavi") del 1936, che si basa sulle caratteristiche di accentuazione. Grazie alla grande varietà di espressioni il caicavo, si distingue soprattutto nella fonetica, nella fonologia e nella morfologia - l'atlante dialettologico caicavico si distingue anche, per la sua proliferazione sconcertante di sottodialetti: dai quattro identificati da Ivšić, fino a sei proposti dal linguista croato Brozović (suddivisione in precedenza accettata) e addirittura i ben quindici, secondo una monografia scritta dal linguista croato Mijo Lončarić (1995).

## Letteratura della lingua caicavica
Il caicavo non è solo un dialetto popolare, ma nel corso della storia della lingua croata, è stata lingua ufficialmente scritta (insieme alle varianti ciakave e stocave). Il caicavo è stato l'ultimo idioma ad apparire sulla scena storica, principalmente dovuto a ragioni di uso economico e politico. Mentre secoli prima, testimonianze di scritti di croato volgare ciacavo (cioè non mescolato con lo slavo ecclesiastico) compaiono sin dal XIII secolo, per lo stocavo sin dal XIV secolo.
Il primo scritto ufficialmente pubblicato fu realizzato dal croato-caicavico Pergošić con il saggio "Decretum" nel 1574.
Dopo di che, numerose opere apparvero in lingua caicavica: cronache da Vramec, opere liturgiche da Ratkaj, Habdelić, Mulih, la poesia di Ana Katarina Zrinska, l'opera drammatica di Tito Brezovački. Il caicavo fu la base di importanti opere lessicografiche come Jambrešić "Il Dizionario", nel 1670, e il monumentale (2.000 pagine e 50.000 parole) dizionario inter-dialettale (ciacavo-stocavo-caicavo, ma basato sull'idioma caicavico), il dizionario "Gazophylacium" di Ivan Belostenec (postumo, 1740). Abbastanza interessante, il visionario capolavoro poetico di Miroslav Krleža, in "La Ballata di Petrice Kerempuh", del 1936, che ha fortemente ripreso spunti dal dizionario di Belostenec. Grammatiche caicaviche comprendono scritti del Kornig, nel 1795, del Matijević, nel 1810 e del Đurkovečki, nel 1837.
La lingua letteraria caicavica poco a poco cadde in disuso nel momento in cui vi fu la Rinascita Nazionale Croata, attorno al 1830-1850 circa, e quando i leader di Unificazione Nazionale Croata per il Movimento (la maggior parte di loro che furono di madrelingua caicavica) adottarono la più diffusa e sviluppata lingua croato-stocava come lingua letteraria nazionale, l'idioma che fu scelto, appunto come croato classico.
Tuttavia, dopo un periodo di letargo, il XX secolo è stato testimone di nuova fioritura di letteratura in dialetto caicavico - questa volta concepito come poesia dialettale. Gli autori principali furono: Antun Gustav Matoš, Miroslav Krleža, Ivan Goran Kovačić, Dragutin Domjanić, Nikola Pavić ecc.
Il tesoro lessicale caicavico è in corso di pubblicazione presso l'Accademia Croata delle Scienze e delle Arti "Rječnik hrvatskoga kajkavskoga književnoga jezika" ("Dizionario della lingua croata caicava letteraria"), in 8 volumi (1999). Ultimamente Dario Vid Balog, attore, linguista e scrittore ha tradotto il Nuovo Testamento in caicavo. [2]
Qui di seguito si riportano esempi di Preghiera del Padre Nostro nella variante croata-stocava, letteraria, del caicavo tradizionale e del caicavo del Međimurje, una variante del dialetto caicavico..
| Croato tradizionale | Caicavo tradizionale | Caicavo del Međimurje |
| --- | --- | --- |
| Oče naš, koji jesi na nebesima, sveti se ime tvoje, dođi kraljevstvo tvoje, budi volja tvoja, kako na nebu tako i na zemlji. Kruh naš svagdanji daj nam danas i otpusti nam duge naše, kako i mi otpuštamo dužnicima našim, i ne uvedi nas u napast, nego izbavi nas od zla. Amen. | Otec naš, koji jesi v nebesih, sveti se ime tvoje, dojdi kralevstvo tvoje, budi volja tvoja, kak na nebu tak i na zemli. Kruh naš svakdašni daj nam denes i otpusti nam duge naše, kak i mi otpuščamo dužnikom našim, i ne uvedi nas v napast, nek izbavi nas od zla. Amen. | Japa naš kteri si f 'nebesih, nek sesvete ime Tvoje, nek prihaja cesarstvo Tvoje, nek bu volja Tvoja, kakti na nebe tak pa na zemle. Kruhek naš sakdajni nam daj denes ter odpuščaj nam dugi naše, kakti mi odpuščamo dužnikom našim, ter naj nas fpelati vu skušnje, nek nas zbavi od sekih hudobah. Amen. |

## Aree di distribuzione geografica dei sottodialetti croati
|  |  |